# Knittlingen
Knittlingen är en stad i Enzkreis i regionen Nordschwarzwald i Regierungsbezirk Karlsruhe i förbundslandet Baden-Württemberg i Tyskland.
Den tidigare kommunen Kleinvillars uppgick i Knittlingen 15 februari 1972 följt av Freudenstein 9 augusti 1975.